# La bella stagione (film)
La bella stagione è un film documentario italiano del 2022 diretto da Marco Ponti e tratto dall'omonimo libro di Gianluca Vialli e Roberto Mancini.

## Trama
Alla vigilia del campionato di Serie A 1990-1991 la Sampdoria del presidente Paolo Mantovani, che dalla metà del decennio precedente è stata artefice di una costante crescita sportiva, è ormai pronta per puntare allo scudetto. I senatori dello spogliatoio – Gianluca Vialli, Roberto Mancini e Pietro Vierchowod – sono più che mai decisi a fare bene, anche per via della recente delusione mondiale subìta con la nazionale italiana. Un patto tra i giocatori porterà a uno degli scudetti più sorprendenti di sempre e, l'anno seguente, a raggiungere la finale della Coppa dei Campioni, persa a Wembley contro il Barcellona.
Dopo quasi trent'anni, Mancini e Vialli si ritrovano ai vertici della nazionale – l'uno come commissario tecnico, l'altro come capo delegazione –: insieme, i due guidano gli azzurri alla vittoria del campionato d'Europa 2021, nella finale contro l'Inghilterra giocata ancora una volta a Wembley, chiudendo così simbolicamente un cerchio nelle loro vite sportive e non.

## Distribuzione
Il film è stato presentato in anteprima il 26 novembre 2022 al Torino Film Festival 2022 ed è stato distribuito nelle sale cinematografiche italiane il successivo 28 novembre.
Il 7 gennaio 2023 il film è stato trasmesso in prima visione su Rai 2, dopo la prematura scomparsa di Gianluca Vialli.